# 飯島宗一
飯島 宗一（いいじま そういち、1922年11月28日 - 2004年3月1日）は、日本の医学者（病理学者）である。医学博士。広島大学第4代学長、名古屋大学第8代総長。

## 人物
長野県諏訪郡平野村（現岡谷市）生まれ。旧制諏訪中学（現長野県諏訪清陵高等学校）、旧制松本高校理科乙類を経て、1946年名古屋帝国大学医学部卒業。1955年西ドイツのフライブルク大学に留学。1958年名古屋大助教授を経て、1961年から広島大学医学部で原爆症を研究。同大学教授を歴任、大学紛争の中、46歳で広島大学学長となり、紛争収束後の大学再建を指揮した。広大学長を辞した後、1978年に母校の名古屋大学に移り、同大学医学部病理学科教授、同大学学長を歴任した。学長を歴任した両大学で名誉教授号を得ている。
1954年、名古屋大学で医学博士を取得した際の論文の題は「海[メイ]肝細胞核の自己融解並びにその所見を中心とする細胞核の形態学的構造に関する知見補遺」。
医学だけでなく、科学、教育、文化全般に深い造詣を持ち、トヨタ財団理事長、日本医学会会頭、愛知芸術文化センター総長などを歴任。また、中央教育審議会委員や臨時教育審議会第四部会（高等教育改革）の部会長、大学設置審議会基準分科会長なども務めた。このほか医学者の立場から核廃絶、平和問題に対しても積極的な発言を行った。1990年に宮中歌会始の召人を務めた。

## 受賞・栄典
- 1996年 - 原爆症研究などの功績で勲一等瑞宝章を受章。
- 1997年 - 中日文化賞を受賞[2]。

## 著書
- 『水薦苅 歌集』渓水社、1978年3月
- 『医学と人間 随筆』渓水社、1981年10月
- 『広島・長崎でなにが起ったのか 原爆の人体への影響』岩波ブックレット、1982年7月
- 『学窓雑記』1-2　名古屋大学出版会、1987年-1989年
- 『世紀の境に 教育・社会・平和』岩波書店、1987年6月
- 『学窓雑記』3-5　信濃毎日新聞社、1992年-2000年

### 共編著
- 『最新病理学 構造と機能』竹内正、渡辺五郎共著、文光堂、1963年
- 『病理学各論』編、文光堂、1968年
- 『人間とは何か』加藤秀俊共編、日本経済新聞社、1971年
- 『日本人とは何か』鯖田豊之共編、日本経済新聞社、1973年
- 『岩波講座 現代生物科学』全17巻 編集委員:山村雄一、木村資生ほかと、岩波書店、1974年-1977年
- 『核放射線と原爆症』庄野直美共著、日本放送出版協会、1975年
- 『臓器炎とその疾患モデル. 1』共著、炎症学叢書 医学書院、1976年
- 『核廃絶か破滅か 被爆30年広島国際フォーラムの記録』具島兼三郎、吉野源三郎共編、時事通信社（市民の学術双書）、1976年
- 『写真集 原爆をみつめる 1945年広島・長崎』相原秀次共編、岩波書店、1981年7月
- 『組織病理アトラス』影山圭三、石川栄世、島峰徹郎共編、文光堂、1982年6月
- 『現代病理学大系』全23巻 石川栄世/影山圭三/島峰徹郎/森亘共編 中山書店、1983年-1995年
- 『大学 学習社会への挑戦』天野郁夫、黒羽亮一共著、パンリサーチインスティテュート（PRIブックス）、1983年5月
- 『核廃絶は可能か』豊田利幸、牧二郎共編著、岩波新書、1984年6月
- 『生涯学習最前線』石井威望、棒村純一共編、ぎょうせい、1987年10月
- 『細胞診アトラス』1-2 編者代表、文光堂、1989年9月
- 『大学設置・評価の研究』西原春夫、戸田修三共編、東信堂（大学基準協会叢書）、1990年6月
- 『人間性の医学』加藤延夫共監修、堀田知光、太田美智男編、名古屋大学出版会、1997年4月
- 『今、この国を救うもの 教育改革』西澤潤一共監修、日本の教育改革を進める会編、善本社、2002年12月

### 翻訳
- Buchner『現代病理学における構造、代謝、機能』共訳、医歯薬出版、1964年
- イリヤ・イリイッチ・メチニコフ『メチニコフ炎症論』角田力弥共訳、文光堂、1976年
- 西部地区基準協会編『アクレディテーション・ハンドブック』大学基準協会、1990年